# Коксейде
Коксейде (Koksijde) — коммуна в Бельгии, в провинции Западная Фландрия. Основной источник дохода — туризм. На 2011 год население коммуны насчитывало 21 968 человек.
В 2004 году в Коксейде был построен кинотеатр Studio Koksijde, который является единственным на побережье Бельгии и в регионе Westhoek.

## Достопримечательности
- 701 га охраняемых природных территорий
- Музей Поля Дельво в Sankt Idesbald
- Аббатство Ten Duinen
- Hoge Blekker — заповедник с высочайшей дюной (33 м) бельгийского побережья

## Спорт
Ежегодно в Коксейде проводится турнир Flanders Lady Trophy, который считается неофициальным юниорским чемпионатом Бельгии по теннису среди женщин.